# Bondsundet
Bondsundet är en sjö i Gävle kommun i Gästrikland och ingår i Hamrångeåns huvudavrinningsområde. Sjön har en area på 0,184 kvadratkilometer och ligger 1 meter över havet. Bondsundet ligger i Sörsundet Natura 2000-område.

## Delavrinningsområde
Bondsundet ingår i det delavrinningsområde (675312-157544) som SMHI kallar för Utloppet av Bondsundet. Medelhöjden är 4 meter över havet och ytan är 0,64 kvadratkilometer. Räknas de 2 avrinningsområdena uppströms in blir den ackumulerade arean 5,27 kvadratkilometer. Avrinningsområdets utflöde mynnar i havet. Avrinningsområdet består mestadels av skog (70 procent). Avrinningsområdet har 0,18 kvadratkilometer vattenytor vilket ger det en sjöprocent på 28,6 procent.